# Frank Friedrich Hoffmann

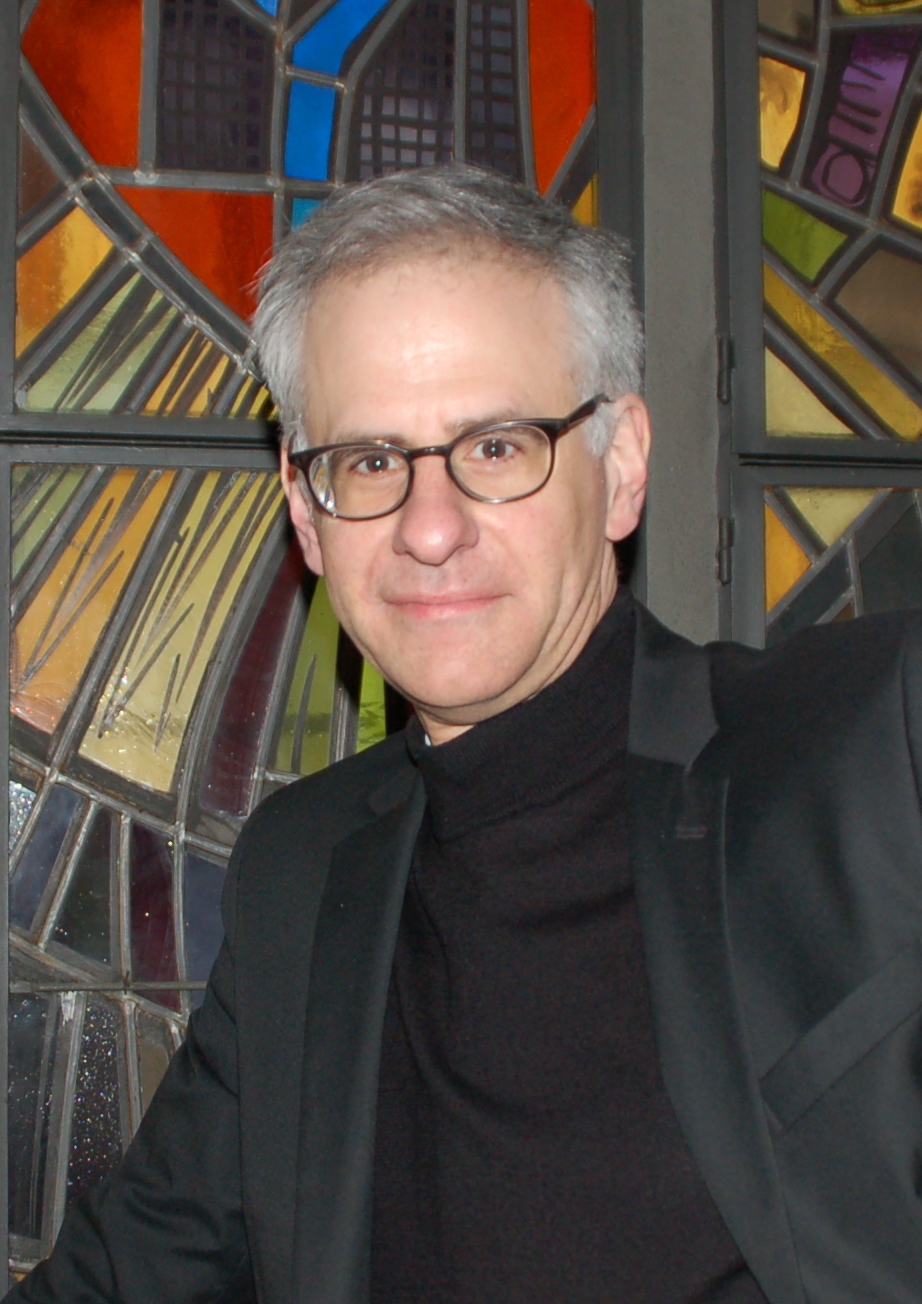
Frank Hoffmann

Frank Friedrich Hoffmann (* 1970 in Frankfurt am Main) ist ein deutscher Organist und Kirchenmusiker.

## Leben und Wirken
Frank Friedrich Hoffmann erhielt seinen ersten Klavierunterricht von Eva-Maria Birke-Steup an Dr. Hoch’s Konservatorium und absolvierte mehrjährige Orgelstudien bei seinem Vater Herbert Manfred Hoffmann. Bereits im Alter von 16 Jahren wirkte er als Kantor der Festeburgkirche in Frankfurt-Preungesheim und ist heute Organist an der Heiliggeistkirche am Frankfurter Dominikanerkloster.
Hoffmann konzertierte als Organist und Cembalist bei nationalen und internationalen Konzertzyklen in Deutschland, Frankreich, Italien, Polen, Ungarn, Tschechien, Österreich, Finnland und Russland. Er wirkte bei mehreren CD-Einspielungen sowie Rundfunk- und Fernsehübertragungen mit.
Von 2004 bis 2022 leitete er den von seinem Vater im Jahr 1952 gegründeten, aus etwa 80 Sängern bestehenden Frankfurter Kantatenchor, mit welchem er Konzertreisen in Deutschland und im Ausland unternahm. Seit 2013 ist Hoffmann Vorsitzender des Kirchenmusikvereins Frankfurt am Main e. V.

## Diskografie (Auswahl)
- Orgelportrait, Werke von Buxtehude, Karg-Elert, Reger u. a. FH 2001-132.
- Orgelkonzert, Werke von Bruhns, Bach, Gárdony, Alain, Haas, Albright und Fletcher. FH 2004-141.
- Orgelkonzert im Dominikanerkloster, Werke von Bach, Albinoni, Ravanello, Lanquetuit u. a. FH 2020.
- Orgelkonzert im Dominikanerkloster 2. Werke von u. a. Merkel, Thalben-Ball, Händel, J.S. Bach, Bossi. 2021[5]